# Ichthyoxenus africana
Ichthyoxenus africana là một loài chân đều trong họ Cymothoidae. Loài này được Lincoln miêu tả khoa học năm 1972.